# 桃園機場特勤警衛隊
桃園機場特勤警衛隊（副名：機場特勤；英語：Airport Special Security Team，縮寫：ASST），於2022年9月1日成立，目前隸屬於桃園國際機場外包良福保全股份有限公司，其性質為駐點特勤保全，主要責任為維持機場勤區為機場兩航廈的空側、陸側、航廈樓層、機場週邊區域及其他的基礎設施。

## 歷史
2022年3月11日，臺灣桃園國際機場發生停電意外，經調查發現肇事者是一名鍾姓臨時工，及其徐姓同事試圖竊取高壓電纜線，不料過程中因電纜剪尖刀接觸電纜中間導體，造成短路進而使第二航廈大停電。
2022年9月新增特勤警衛隊編制加入機場維安，隊員聘用有軍事背景以及反制專長人才，多來自軍中海軍陸戰隊、憲兵、特勤隊、警察退役人員等。